# 右大臣実朝
『右大臣実朝』（うだいじんさねとも）は、太宰治の長編小説。1943年に書き下ろしの単行本として刊行された。著者初の歴史小説である。

## 概要
歌人としても名高い鎌倉幕府3代将軍の源実朝の人生を、その家来（近習）が、実朝の死去から20年を経て語る形で描く。近習は実朝を「神さまみたい」と「霊感」を持った絶対的な存在として語っている。しかしこの近習の語りは、一つの出来事に対し前後で矛盾するようなことを述べていたり、登場人物たちの意味がありそうな行動をわざわざ語った上で意味づけなかったりと、意図が不明で不審な点が多いことが指摘されている。
太宰は依頼を受けて執筆に着手し、『吾妻鏡』『金槐和歌集』『承久軍物語』『増鏡』といった歴史資料を利用した。これらは本文中にも引用という形で使用されている。ただし、多くの引用がなされている『吾妻鏡』については出典そのままではなく、文章の改変を伴っていることが研究者から指摘されている。太宰が本作品を発表した時期には、斎藤茂吉の『源実朝』（1943年）や小林秀雄の「実朝」といった、実朝論が複数刊行された。
太宰は刊行前に雑誌『文學界』1943年4月号に発表した短編「鉄面皮」において本作品の執筆に触れ、執筆中の一部を抜粋しながら、少年の頃から実朝について書くことを念願していたと記し、1936年の入院中の日記という体裁の「HUMAN LOST』に「実朝を忘れず」と書いたことを挙げている（『吾妻鏡』に改変を加えたことも記している）。また、津島美知子は太宰が「右大臣実朝」を執筆していた時期を「実朝時代」と呼び、「右大臣実朝」の一節を朗読したことや、つったったまま実朝の和歌を口ずさんでいる太宰の姿は「無気味」であったと回想している。
作中では、独立したセンテンスで示される実朝の台詞に限って、カタカナで表記されている。細谷博は、実朝像が「台詞の断片をこのように異質なものとして投入することによって、その暗示的な悲劇性は雑多な人間の動きとは引き離され、異質で澄明なものとして高められている」と指摘した。特に「アカルサハ、ホロビノ姿デアラウカ。人モ家モ、暗イウチハマダ滅亡セヌ。」という箇所は、戦争中に本作品を読んだ奥野健男が「魂にまるで予言のごとく刺った」と評した。こうした実朝と周囲の人物との隔たりについては、『駆込み訴へ』（1940年）におけるイエス・キリストとユダの関係との類似を複数の論者が言及している（ただし、『駆込み訴へ』のユダが本作品の誰に当たるかについては、公暁とする見解（奥野健男）、語り手とする見解（細谷博）がある）。

## あらすじ
語り手は、12歳の時に初めて将軍家（実朝）の近習となり、その直後に善信入道の邸宅が焼けて預けていた書籍が焼失しても、入道の泣く様子を自分と一緒に笑ったのを見て、一生離れがたいという尊崇の念を抱く。疱瘡にかかって顔にあばたが残っても「スグ馴レルモノデス」という将軍家を、こんな澄んだ心境には何年かかってもなれないと思う。
将軍家御台所の実家に勤める侍から土産として古今和歌集を贈られると将軍家は「末代マデノ重宝デス」と喜び、さらに万葉集や新古今和歌集も嗜むとともに、京都の風情に憧れ、京都の土産話を「都はあかるくてよい」と喜んだ。平家物語の琵琶語りでは壇ノ浦の戦いの描写に「平家ハ、アカルイ。」「アカルサハ、ホロビノ姿デアラウカ。人モ家モ、暗イウチハマダ滅亡セヌ。」といった感想を口にした。
和田左衛門尉が上総国司を望んだ折に尼御台がそれを拒んだことや、相州が将軍家に「お歌も結構ですが」と言い弓の試合を勧めて開催したこと、相州と広元入道が「武芸のあとの酒盛りならまあ意味もあつて、我慢も出来るといふものでございますが、なんともつかぬ奇妙な御酒宴もこのごろは、たくさんあつて。」と話していたことを、語り手は決して将軍家が彼らと争論したり諫言されたのではなく、和気藹々としたものだったと語る。そして将軍家はその頃から周囲の者の相談を待たずに政務では見事な決裁を見せたという。厩戸皇子の事跡に関心を抱き、予知夢すら見たという将軍家を語り手は、厩戸皇子におよばぬまでも私たちとはまるで根元から違うと感嘆する。
将軍家が二十歳となった年には、三浦平六兵衛尉や和田左衛門尉の関係する揉め事に私情を挟まぬ決裁を示し、豪雨が止むことを望む歌を詠んだことと合わせ「関東の大長者たる堂々の御貫禄」と語り手は話す。2代将軍源頼家の子息・善哉が仏門に入り公暁の名となって挨拶に来たときには将軍家は「学問ハオ好キデスカ」と尋ね、「無理カモ知レマセヌガ」「ソレダケガ生キル道デス」と話した。
同じ年の秋、鴨長明が鎌倉を訪れ、酒宴が開かれる。長明は無礼とも見える振る舞いをしたが、「名誉欲だけは捨てられない」と話してから将軍家の歌を褒めだし、ただ「恋の歌」などの「嘘」を詠まないようにと諭す。その後長明は故右大将の命日に読経、作歌して京都に帰り、数ヶ月後に『方丈記』を世に送ったので、語り手は将軍家との対面が『方丈記』の端緒になったのではという気がしてならないという。一方、将軍家は恋の歌をあまり作らなくなり、作歌に苦しむようなそぶりも増えたが、それでも将来大将軍になるような頼もしさを備えるようになっていた。
建暦2年、相模川の橋の修理を故右大将の落馬や発願人の重成が非業の最期を遂げたことを理由に中止しようという家臣に対して、橋がそれらの出来事の原因ではない、橋があれば庶民が喜ぶから進めよと命じた。この頃歌も上達して御台所とも仲睦まじく、御所の女房に懸想することなどなかったと語り手は話し、21歳、22歳の頃が「最もお得意の御時期」ではなかったかと思われてならないという。武芸に優れて歌が似合わないような家臣も歌を詠むほど歌会は盛んになり、将軍家は朝廷への崇敬の念はいよいよ篤くなった。正二位に叙せられたときに詠んだ「山ハサケ海ハアセナム世ナリトモ君ニフタ心ワガアラメヤモ」を含む歌は素直な忠義の赤心の現れであると語り手は述べ、また箱根に赴いたときの歌を、鎌倉と京都の間、あるいは御台所と別の女性の間で揺れているなどという向きがあるのは残念でならないともいう。
建暦3年、泉小次郎親平の討幕の謀が露見し、そこに和田左衛門尉の子息二人が加わっていた。将軍家は目をかけている和田左衛門尉からの嘆願を入れて二人を赦免した。ところがその直後に今度は甥にもその疑いが発覚したとき、将軍家は積極的に動かず、相州が赦さないという旨を左衛門尉に伝える。語り手は、相州を「正しい事をすればするほど、そこになんとも不快な悪臭が湧いて出る」と評し、和田左衛門尉の面目を顧みない相州のやり方を批判的に記す。和田左衛門尉の縁者の屋敷などの処置を将軍家は一度決めても相州の反対意見に抗することなく従っていった。ついに和田左衛門尉が反乱を起こす。その真意は相州と広元入道を誅して将軍家を守ることだったが、二人が将軍家の側にいたことで、結果的に将軍家に弓引くことになった。相州の出した追討命令文案を将軍家は「コレハ誰ノ文章デス」とあきれたが、相州は「将軍家には、戦ふ者の心が、わかつて居られませぬ。」と怒り、将軍家はそのまま承認した。これが二人が口論した唯一の例だと語り手は言う。反乱は鎮圧され、和田左衛門尉は討ち死にした。この夜は流石にただうつむいて思案の様子となり、「焔ノミ虚空ニミテル阿鼻地獄ユクヘモナシトイフモハカナシ」、「神トイヒ仏トイフモヨノナカノ人ノ心ノホカノモノカハ」という歌が詠まれた。
泉小次郎親平の謀の発覚以降、将軍家は以前ほど政務に力を入れなくなったが、朝廷と寺社に関する話には熱心だった。反乱で焼けた御所の再建に取り組んだ。和歌もその年あたりが一番熱心で11月には『金槐和歌集』を出した。9月に阿闍梨重慶が下野国で叛乱を起こしたと伝えられると長沼五郎宗政を派遣した。宗政が重慶を打ち取って首を持ち帰ったところ、将軍家は酔い混じりに「殺せとは誰の言ひつけ」と宗政を叱った。しかし宗政はそんなことをすれば慈悲の嘆願を許すのは必定、謀反人を生かすようでは誰も幕府に忠節を尽くさなくなると捨て台詞を吐いた。だが将軍家は「武将ハ、アレデヨイノデス。」とだけ口にする。その後も将軍家は和歌管弦に耽溺していたものの、和歌も翌年以降はめっきり減った。将軍家はその頃「何事モ十年デス。アトハ、余生ト言ツテヨイ。」としきりに話していた。
建保2年から3年にかけては天変地異が相次いだが、将軍家の遊興は続き、謹慎すべきという声もあがった。それでも雨乞いをすれば雨が降り、不作を見越して年貢の減免を決めるなど、それらしい振る舞いも見せた。将軍家が官位の昇進にばかり熱心という見方に、広元入道が故右大将の故事を引いて戒めてもそれを深く受け止めたようではなかった。建保4年に、宋人の陳和卿が鎌倉に来て、船を作れるという話に将軍家は渡宋を決断、船を作らせた。だが、船は完成しても浮かべることはできず、陳和卿も遁走して挫折した。
その頃、公暁が鎌倉に来た。語り手には将軍家が公暁を嫌っているように見えた。語り手は、将軍家から話し相手になるように言われ、夜僧院に行くと、渡宋船の残骸の残る海辺に誘われる。公暁は残骸に集まる蟹を捕って焼いて食べながら語り手に話す。自分は死のうと思っている、京都はみな見栄坊で嘘つきで反省力も責任感もないいやなところだが、だからこそ自分が住むのに向いていた、と。その上で、叔父上（将軍家）が京都を慕いながら行こうとしないのは、田舎公卿と言われるのが怖いからだという。田舎で田舎者のままの人間ならよいが、自分のような山師と、奇妙な上品がっている田舎者はいけない人間だと。そして、北条家は将軍家が気が違っていると考えて何を言われてもさからわずにはいはい言っているだけだ、鎌倉にいる人間は御台所以外はみな馬鹿だと言う。語り手が切りかかると公暁は立ち去った。
建保6年も将軍家は遊興に耽り、寺社の行事も儀式は派手になるものの謙虚な信仰がなくなっているように語り手には思われた。官位叙階を祝う拝賀も華美になり、語り手はかつて将軍家が口にした「アカルサハ、ホロビノ姿デアラウカ」という言葉が蘇った。
建保7年1月27日、公暁による実朝暗殺を『吾妻鏡』『承久軍物語』『増鏡』の引用で示して作品は終わる。

## 登場人物
語り手
氏名は明かされない。実朝の近習となった承元2年（1208年）に12歳（数え年）とあるため、建久8年（1197年）生まれとなる（実朝より5歳年下）。実朝の死去に伴い出家し、それから20年後の時点では「憂き世を離れて」山奥に隠棲している。
源実朝
本作の主人公。作中での呼び名は「将軍家」だが冒頭付近などでは「鎌倉右大臣」「故右大臣」「将軍家右大臣」もあり。語り手は「いつもゆったりして居られて、のんきそうに見えました」と述べている。全体に貴人らしい物腰で天衣無縫とも評されるが、三浦義村の揉め事を裁く場面では「思い切ったる豪胆無比の御裁決」とその果断ぶりが賞賛される。また京都に憧れ、尊皇の心が強く、正二位に叙せられて親書を賜ったときには西の空を見上げて落涙したと記されている。語り手は、実朝の和歌に裏の意味を読み取ろうとする意見を作中で繰り返し退け、「あからさまなほど素直」だと主張している。和田合戦以降は「時々、とても、もの憂さうな御様子」を見せるようになったとしている。
北条義時
作中での呼び名は「相州」。実朝を幼少時から贔屓にしていたとされている。語り手からは「竹を割ったようなさっぱりした御気性」「思慮分別も十分」と言われ、実朝との口論も一度しかなかったとされる一方で、「幕府大事であくせくしている」「奇妙に人に憎まれるお方」とも評され、汚れ役を引き受けることもいとわない、理が先に立って情に薄い人物という描写が作中の後半には複数ある。語り手は実朝没後の承久の乱を「大逆の罪」「乱臣逆賊と言ってもまだ足りぬ」と記している。
和田義盛
作中での呼び名は「和田左衛門尉」。頼朝以来の家臣の一人。語り手からは「鎌倉一の大武骨者、和歌は閉口、絵合せはまっぴら、管絃はうんざり、ほととぎすの声も浮かぬお顔で聞」くという「忠義一徹の御老人」と評されながら、実朝は大の贔屓にしていたと紹介される。その一方で語り手は、和田合戦直前に実朝が和田家を寵愛したのは、「戦が起きる」という承元4年の予知夢と関係しているのではないかとし、泉親衡（作中では「親平」）の陰謀に義盛の子息が関係したことで「いまはこれまで、とお見極めをつけておしまいになったのではないでしょうか」とも述べている。
大江広元
作中での呼び名は「広元入道」。出家は建保5年だが、それ以前から頭がはげ上がっていたため、語り手は「御出家さまのような感じが致して居りまして」入道と呼ぶのが合っていたと述べている。頼朝以来の家臣の一人。「宴会は苦手」と語る場面がある。用心深い性格で、重要な会議では曖昧で遠回しな話し方をして大勢が決すると賛同し、憎まれ役から逃れる人物と語り手は評している。和田合戦で将軍の御所が焼け落ちた後は実朝が居宅に身を寄せた。
三浦義村
作中での呼び名は「三浦（平六）兵衛尉」。家臣の一人。和田合戦の折には同族として起請文を書きながら和田義盛を裏切る。合戦後、二つの戦場で先陣した波多野忠綱に、その一つは自分が先陣だと主張、北条義時が忠綱に一つは寝返った義村に譲れと耳打ちしても聞かなかったため、実朝の前で判定することになる。忠綱が願い出た士卒の証言で忠綱の正しさが示され、裏切り者の上に他人の軍功を奪おうとした人間として「不評判はまことに絶頂を極めました」とする。
北条泰時
北条義時の子息。「修理亮泰時」とも記される。「御品性高く、将軍家のお覚えもめでたく」、学問所番の首席にもなったと好評価を与えられている。和田合戦の際には勲功一等と周囲から名を挙げられながら、この合戦では無様なことばかりが多く当日は二日酔いで参陣したので禁酒を決めたが、水を士卒に所望したところ酒を渡されて飲んでしまうような意志薄弱でまだ修行が足りないと述べて実朝らから賞賛され、恩賞として与えられた遠田郡も「自分は相州の子として父の敵を迎え撃ったまでの事」とこれを辞退してさらに評判を上げたと記されている。
北条政子
作中での呼び名は「尼御台」。頼朝の妻で実朝の母。語り手は実朝が成人してからは全く専横はなく、実朝の妻とも睦まじかったと記す。一方、建保6年に熊野参詣のついでに上京した折、従三位に叙した上皇からの対面の申し入れを「田舎の薄汚い老尼にはとんでもない」と拒絶して鎌倉に戻ったことは、「依怙地な不敬の御態度」として実朝とは「雲泥の差」と語り手は評している。
坊門信清娘
作中の呼び名は「御台所」。実朝の正室。結婚してからは一度も京都を恋うことも戻ることもなく、「御台所に恥じぬ凜乎たる御自負と御決意」を胸中に秘めていたように思われると語り手は評する。実朝とは仲睦まじく、姑の北条政子にもかわいがられたと記される。実朝が京都の女子を妻に望んで迎えたとされ、語り手はその真意を「都のあかるさを、あづまへも取入れたい」ということだけで、朝廷との合体や大政奉還の深謀から外戚を呼んだなどということはないと記す。実朝との間に子がなかったことを語り手は「お淋しげ」ではあっても「何から何まで美事に卓絶なさって居られる御夫婦には天の御配慮によって、お子の出来ないという事は、ままございますこと」と不思議ではないとした。
鴨長明
飛鳥井雅経（作中では「明日香井雅経」）が実朝の和歌の相手として推挙し、ともに鎌倉を訪れる。容姿は「ぽっちゃりと太って小さい、見どころもない下品の田舎じいさんで、お顔色はお猿のように赤くて、鼻は低く、お頭は禿げて居られるし、お歯も抜け落ちてしまっている」と評されている。実朝との酒宴で最初は無愛想な態度と返答をしていたが、「世捨人とは言いながらも、この名誉の慾を未だ全く捨て去る事が出来ずに居りまする」と述べ、実朝からどんな和歌がよいかと聞かれて「大仰でない歌だけが好ましく存ぜられます」と話してから実朝の歌を絶賛し、「嘘をおよみにならぬように願いまする」と付け加えた。「嘘」の意味を問われて「真似事」「（実朝が真の恋の心がわからないから）恋のお歌など」と答える。実朝は「もうよい。その深い慾も捨てるとよいのに。」と言って退出した。その後、頼朝の忌日に法華堂を参詣読経し、涙を流して歌を柱に書き付けたが、語り手は「俗に申すあてつけのよう」であまり快くなかったと述べる。まもなく帰京して、『方丈記』を著す。
陳和卿
東大寺再建のために宋から渡来した人物。面会を求めた頼朝を「多くの人を殺して罪深い」と拒絶し、それでも感激した頼朝の贈り物を、ほぼすべて送り返した（甲冑のみ溶かして釘にした）という逸話が紹介される。実朝と面会して、前世は宋朝医王山の長老で自分はその弟子だったと泣きながら述べ、実朝は自分もそれを夢で見たと答えて渡宋船の建造を命じるが、失敗して逃亡した。語り手は鴨長明と比較して「やたらに野心のみ強く狡猾の奇策を弄して権門に取入らんと試みた、あさはかな老職人に過ぎなかったように思われます」と評している。
公暁
源頼家の子息。12歳の時の姿を語り手は「たいへん愛嬌のいいお方」ながら「無理に明るく、無邪気に振舞おうと努めているようなところ」が態度の中にかすかにうかがえて、いたわしく暗い気持ちになったと記している。建保5年に北条政子の考えから鎌倉に戻され、鶴岡八幡宮の別当となる。18歳に成長した公暁は実朝より背の高い「筋骨たくましい御立派な若者」になっていたが、12歳の時に見えた「卑しく含羞むやうな、めめしい笑顔はもとのままで、どこやら御軽薄でたより無く」、眼の光には「不潔なみだらなもの」さえ感じられたと語り手は述べる。海岸で蟹を食べるときには「法師だって、なまぐさは食うさ」と述べ、「（実朝の前では）自分のからだが、きたならしく見えて来て、たまらない。どうも、あの人は、まえから苦手だ。あの人は私を、ひどく嫌っているらしい。」「あの人たちには、私のように小さい時からあちこち移り住んで世の中の苦労をして来た男というものが薄汚く見えて仕様が無いものらしい。私はあの人に底知れず、さげすまれているような気がする。」と実朝への違和を告白している。

## 書誌情報
- 太宰治『右大臣實朝』錦城出版社〈新日本文藝叢書〉、1943年。doi:10.11501/1133172。 NCID BA33951056。NDLJP:1133172。
- 太宰治『右大臣実朝 他一篇』解説 安藤宏、岩波書店〈岩波文庫〉、2022年。ISBN 9784003109076。
  - 『鉄面皮』を併録している。

なお、新潮文庫の『惜別』（1973年初版、改版 2004年）にも本作品が収録されている。